# Caquorobert
Caquorobert (aussi appelée Caguerobert) est une petite île Anglo-Normande située à l'est de l'île de Herm.

## Géographie
Il s'agit d'un îlot rocheux inhabité situé à environ 250 mètres à l'est de l'île de Herm, à environ 300 mètres au nord de l'îlot de Putrainez, et à environ 400 mètres au sud de Mouliere. Caquorobert mesure une cinquantaine de mètres de longueur ; son point culminant est à 50 mètres,.